# Dirty Pair
Dirty Pair (яп. ダーティペア Да:ти Пэа) — ранобэ Харуки Такатихо, выходившее с 1980 года. С 1985 начала выходить серия аниме-адаптаций. В 1986 году аниме-сериал Dirty Pair занял первое место в гран-при журнала Animage. Dirty Pair Project Eden в 1988 году занял десятое место.

## Сюжет
Некое агентство «WWWA» берётся разрешить любую проблему своих клиентов. Лучшими его агентами являются две главные героини — Юри и Кэй, работающие под кодовым именем «Lovely Angels». Однако, они широко известны не только своей эффективностью, но и огромными разрушениями сопровождающими их работу. Однажды они даже случайно уничтожили целую планету. И гораздо чаще их называют не «Lovely Angels», а «Dirty Pair». Аниме представляет собой серию зарисовок из их жизни.

## Восприятие критикой
С точки зрения рецензента ANN, приёмы использованные в «Dirty Pair» были значительно усовершенствованы за время прошедшее с 1985 года и по технике современные аниме оставляют «Dirty Pair» далеко позади. Однако, данное произведение заложило основы жанра и его влияние можно проследить даже спустя десятки лет. Так, Кэй и Юри представляют собой прототип женского дуэта в аниме-боевиках. Первая из них — девушка с поведением мальчика, которая сначала стреляет, а потом уже извиняется за последствия. Вторая чаще пользуется головой, но также при необходимости может отстреливаться. И хотя они часто ссорятся по пустякам, они абсолютно доверяют друг другу. С другой стороны, по мнению рецензента, ни Кэй и Юри, ни их отношения не получают никакого развития. Фактически, за исключением пары эпизодов, серии можно смотреть в любом порядке и ничего не потерять при этом.
По мнению другого рецензента, эпизоды содержат очевидные аллюзии на другие произведения. Так, первый эпизод — очевидный кивок в сторону «Star Trek», а в тринадцатом появляется система «Лавкрафт». Однако, сюжет в основном развивается по старой формуле — случается что-то плохое, «Lovely Angels» вызывают для разрешения проблемы, далее следует много стрельбы, погонь и взрывов и в результате проблема разрешена. Никакой связи между эпизодами не наблюдается и наиболее близкий к развитию персонажей эпизод — тот, в котором Юри ищет её друга детства. После десятилетий эволюции жанра, подобное уже не возбуждает так, как это было прежде.

## Персонажи
Юри (яп. ユリ Юри) — главная героиня. В 1986 году, в гран-при журнала «Animage» она заняла второе место среди женских персонажей. В 1988 — десятое.
Сэйю: Марико Кода («Dirty Pair Flash»), Саэко Симадзу («Dirty Pair», «Dirty Pair: Affair on Nolandia», «Dirty Pair: Project Eden», «Dirty Pair: From Lovely Angels with Love», «Dirty Pair OAV», «Dirty Pair Flight 005 Conspiracy»)
Кэй (яп. ケイ Кэй) — главная героиня. В 1986 году, в гран-при журнала «Animage» она заняла четвёртое место среди женских персонажей. В 1988 — двенадцатое.
Сэйю: Рика Мацумото («Dirty Pair Flash»), Кёко Тонгу («Dirty Pair», «Dirty Pair: Affair on Nolandia», «Dirty Pair: Project Eden», «Dirty Pair: From Lovely Angels with Love», «Dirty Pair OAV», «Dirty Pair Flight 005 Conspiracy»)
Нова Грейв — Эксперт по уголовным делам.
Сэйю: Гинга Бандзё («Dirty Pair»)